# Marie Kudeříková
Marie Kudeříková (aussi connue comme Maruška Kudeříková) (24 mars 1921, Vnorovy dans le district d'Hodonín en Tchécoslovaquie – 26 mars 1943, Breslau en Silésie (aujourd'hui Wrocław en Pologne)) est une étudiante active dans la résistance tchèque à l'Occupation nazie pendant la Seconde Guerre mondiale. En 1941, elle est arrêtée par la Gestapo et est condamnée à mort. Elle est exécutée en 1943. En prison, elle écrit 32 lettres, publiée par la suite sous le titre Zlomky života: listy z vězení"(Fragments de la vie : Lettres de prison). Kudeříková est une sympathisante des idées communistes et le Parti Communiste de Tchécoslovaquie se sert plus tard de son image comme outil de propagande. L'histoire de sa vie est le cœur du film ...a pozdravuji vlastovky par le réalisateur tchèque Jaromil Jireš.

## Biographie
Kudeříková est née dans une famille Catholique à Vnorovy, en Slovaquie morave. Son père, Josef Kudeřík, est membre des Légions tchécoslovaques en Russie. Pendant la difficile période de l'Occupation allemande de la Tchécoslovaquie, il participe activement participé à la lutte anti-allemande dans le sud-est de la Moravie. À l'époque, sa fille aînée Marie commence à fréquenter le Gymnasium de Strážnice. Là, elle se lie d'amitié avec Jules Kramarič, un jeune partisan des idées communistes qui vient de Slovaquie. Sous son influence, elle s'intéresse aux idées marxistes, ce qui provoque un conflit dans sa famille religieuse. Plus tard, elle déclare : « Julek (soit Julius) a posé les bases théoriques de l'ensemble de mon travail futur. » Ils sont diplômés en 1940, au moment où les Allemands décident de fermer les universités tchèques. Kudeříková part étudier dans une école de langue à Brno et Kramarič quitte Vnorovy. Les amis se séparent peu de temps après, ce que Kudeříková mentionnera avec douleur dans ses lettres de prison.
L'école de langue quitte Brno pour Veverská Bítýška, et c'est à cette époque que Kudeříková rejoint l'Union de la Jeunesse, une organisation étroitement liée au Comité central du Parti communiste alors illégal. Elle aide à organiser la production de publications interdites et d'affiches. Une fois, elle tente même de brûler une usine-entrepôt. Plus tard, elle axe ses activités sur la réalisation de sabotage avec un groupe de jeunes de villes et villages environnants. À la mi-1941, au cours d'une vague d'arrestations, elle trouve refuge dans le village de Lažánky. À l'automne de la même année, elle part pour Brno, où elle poursuit ses activités dans l'Union de la Jeunesse.
Kudeříková est arrêtée par la Gestapo le 5 décembre 1941, à Brno. Les interrogatoires ont lieu à Brno et à Prague, et son procès a lieu le 16 novembre 1942 à Wrocław (Breslau). Ses deux parents assistent au procès. Elle est condamnée à mort par décapitation. Après ça, elle passe plus de 100 jours en prison dans l'attente de l'exécution. Pendant son emprisonnement, elle travaille comme peintre de jouets pour enfants et commence à écrire les souvenirs de sa vie sous la forme de lettres. Elle réussit secrètement à envoyer ses lettres de la prison avec l'aide d'un ami et d'un gardien. Kudeříková est exécutée le 26 mars 1943, deux jours après son 22e anniversaire. Dans sa dernière lettre, écrite le jour même, elle écrit : « au revoir à vous, je salue, j'adore. Ne pleure pas, je ne pleure pas. Sans pleurs, sans un frémissement de peur, sans douleur je pars, j'en viens à ce qui devrait être le but, pas les moyens. » La méthode brutale de son exécution (décapitation à la hache) choque la société tchèque, bien qu'il soit illégal de parler de son dossier.
Après la libération de la Tchécoslovaquie et de la mise en place ultérieure du régime communiste, l'histoire de sa vie et son l'héroïsme deviennent un thème pour l'éducation politique et idéologique des jeunes générations vivant sous le régime communiste. Kudeříková apparaît comme une importante personnalité historique dans les manuels des écoles tchécoslovaques.
À la suite de la chute du régime communiste en Tchécoslovaquie, l'héritage de Maruška Kudeříková est de nouveau interrogé dans un documentaire réalisé par la Télévision tchèque. Entre autres choses, le documentaire Památky na mě... Mýtus a pravda o Marušce Kudeříkové note qu'un acte de résistance mal organisé mené par Kudeříková et ses collaborateurs conduisirent à l'emprisonnement de plusieurs personnes innocentes dans des camps de concentration allemands.

## Marie Kudeříková dans la fiction
- Zlomky života (Fragments de Vie, 1961) - postface par Mojmír Grygar
- Jiri Havel : Šestý den jara - versets
- František Omelka : Maruška - histoire courte
- Lumír Kuchař : Zlomky života un smrti (Fragments de la Vie et de la Mort)
- ... un pozdravuji vlaštovky (Et donner mon amour pour les hirondelles, 1972) - film réalisé par Jaromil Jireš
- Památky na mě... - documentaire, 2002, 28 min, réalisé par Jan Novák